# Arko Datta
Arko Datta (Delhi, 1969) è un fotografo indiano, vincitore del World Press Photo of the Year 2004.
Datta inizia la propria carriera di fotografo professionista, lavorando in alcuni quotidiani indiani a Madras e Calcutta, per poi lavorare con le agenzie europee Agence France-Presse e Reuters dal 2001.
Fra i riconoscimenti vinti nel corso della sua carriera il Publish Asia award in Malaysia, il Best Photojournalist of the Year in India, il Picture of the Year a Bombay, il Canon International ed altri premi dal governo indiano.